# Cimitero cinese di Danyor
Il cimitero cinese di Danyor (Shina: China Yadgar) è un cimitero situato a Danyor, circa 10 km dalla Gilgit di regione autonoma di Gilgit-Baltistan, nel nord del Pakistan, attraverso il fiume di Gilgit. Realizzato all'inizio del 1970, è il luogo di riposo dei lavoratori e ingegneri cinesi morti durante la costruzione della strada del Karakorum (KKH) in Pakistan fra gli anni sessanta e settanta. Le lapidi poste sulle tombe contengono iscrizioni in caratteri cinesi.